# Bengt Westerlund
Bengt E. Westerlund (* 17. Januar 1921 in Gävle; † 4. Juni 2008 in Uppsala) war ein schwedischer Astronom, der besonders für seine Studien der Magellanschen Wolken bekannt ist.
Westerlund war 1975–1987 Professor für Astronomie an der Universität Uppsala. Der offene Sternhaufen Westerlund 1, der nach ihm benannt ist, stellte sich als einer der reichsten jungen Haufen der Milchstraße heraus. Der Asteroid (2902) Westerlund wurde aus Anlass seiner Emeritierung nach ihm benannt. Im Jahr 2004 weihte er das Westerlund-Teleskop in Uppsala ein, das seinen Namen trägt.